# 청춘불패
《청춘불패》(靑春不敗)는 최고 걸 그룹 대표 7명이 'G7'로 뭉쳐 KBS 2TV에서 2009년 10월 23일부터 2010년 12월 24일까지 방영한 것으로, 이전 프로그램인 '부부클리닉 사랑과 전쟁'이 광고 수익성 악화와 시청률 감소 현상으로, 2009년 상반기에 폐지된 이후에, 편성 공백을 메우기 위해 기획·제작한 예능 프로그램이다. 강원도 홍천군 남면에서 농촌체험 교육 활성화의 일환으로, 실시 되고 있는 일교일촌(한 학교 한마을) 혹은, 일사일촌(한 회사 한마을) 운동을 이어 받아 유치리의 빈 농가를 얻어 7걸 인촌 운동을 실천하며 번듯한 농장으로 가꾸고 아이들에게 '자연 학습의 장'으로 활용할 수 있도록 주말 농장처럼 운용하였다.

## 슬로건
청춘은 지지 않는다~ 청춘~ 불패

## 출연자(MC/G7)

### 진행자
- 노주현(본명 : 노운영/전회출연)
- 남희석(~10회까지 출연)
- 송은이(44회부터 출연)
- 김태우(~43회까지 출연/51,52,58회 출연)
- 김신영(전회출연)

### G7(하차멤버 포함)
- 나르샤(본명 : 박효진/브라운 아이드 걸스/전회출연)
- 소리(본명 : 김소리/33회부터 출연)
- 주연(본명 : 이주연/애프터스쿨/33회부터 출연)
- 빅토리아(본명 : 송치엔/F(x)/33회부터 출연)
- 써니(본명 : 이순규/소녀시대/~32회까지 출연/37,38,51,52회 출연)
- 유리(본명 : 권유리/소녀시대/~32회까지 출연/42회 출연)
- 효민 (본명 : 박선영/티아라/전회출연)
- 한선화 (시크릿/전회출연)
- 구하라 (카라/전회출연)
- 김현아 (포미닛/~32회까지 출연/51,52회 출연)

2009년 12월 25일을 기해 남희석이 개인사정으로 출연을 중지하였다. 그 후 6개월 뒤인 2010년 5월 초에 청춘불패 연출자인 김호상 PD의 발언이 언론에 공개되며 같은달 중순에 써니, 유리, 김현아가 출연을 중지한다는 것을 언론을 통해 공개하였다.
써니와 유리가 소속되어 있는 소녀시대가 아시아 투어와 해외활동을 시작함에 따라 청춘불패 녹화일을 맞추기하기가 힘들어져 출연을 중지한다고 밝혔으며, 김현아가 소속된 포미닛 또한 일본 진출을 비롯한 해외활동으로 인해 역시 녹화일을 맞추기 어려워짐에 따라 출연 중지가 결정되었다.
이후 써니, 유리의 후임 멤버로 같은 소속사의 음악 그룹 에프엑스의 빅토리아로 정해졌고 다른 멤버는 그룹 애프터스쿨의 주연, 가수 김소리가 합류했다.
그러나 제작진은 일시 하차한 멤버 세 명도 '청춘불패'에 모습을 보여줄 예정이라고 덧붙였다. 2010년 7월에 일본 홋카이도 가미카와 군 비에이정 촬영에 써니가 출연해 눈길을 끌었다. 그러나 음반활동과 더불어 목에 염증이 생긴 김태우도 출연을 중지하여 김신영의 동료이자 선배인 송은이로 교체했다.

### 역대 게스트(하차멤버 포함)
- 샤이니(멤버/본명 - 민호/최민호) - 6회 출연
- 고세원, 박휘순, 손호영, 샤이니(멤버/본명 - 온유/이진기), 2AM(멤버 - 임슬옹), 허경환 - 10회 출연
- 비스트(멤버 - 손동운, 양요섭, 용준형, 윤두준, 이기광, 장현승), 슈퍼주니어(멤버 - 김희철), 연정훈, 이계인, 소녀시대(멤버/본명 - 효연/김효연), 카라(멤버/본명 - 니콜/정용주) - 18회출연
- NRG(멤버 - 노유민), 슈퍼주니어(멤버/본명 - 신동/신동희) - 19회 출연
- 이계인 - 20회 출연
- 소녀시대(멤버/본명 - 수영/최수영) - 22회, 23회 출연
- 옥주현 - 23회 출연
- 구준엽 - 23, 24회 출연
- 이계인, 윤형빈(본명 : 윤성호) - 25회출연
- 티아라(멤버/본명 - 은정/함은정), 김종민 - 26회출연
- 정준하, 엠블랙(멤버/본명 - 이준/이창선) - 27회 출연
- 박영진, 류담, 허경환, 한민관, 송준근, 박성광, 변기수 - 29,30회 출연
- 김종민 - 33~36회 출연(임시합류)
- 소녀시대(멤버/본명 - 써니/이순규) - 37,38회 출연
- 고주원(본명 : 고영철), 천명훈 - 39회 출연
- 엠블랙(멤버/본명 - 승호/양승호, 지오/정병희, 이준/이창선, 천둥/박상현, 미르/방철용) - 40회 출연
- 티아라(멤버/본명 - 지연/박지연), 엠블랙(멤버/본명 - 승호/양승호, 지오/정병희, 이준/이창선, 천둥/박상현, 미르/방철용), 박현빈, 이석훈 - 41회 출연
- 소녀시대(멤버/본명 - 유리/권유리) - 42회 출연
- 브라운아이드걸스(멤버/본명 - 제아/김효진), 애프터스쿨(멤버/본명 - 리지/박수영), 2PM(멤버/본명 - 준수/김준수, 우영/장우영, 택연/옥택연, 찬성/황찬성, 준호/이준호, 닉쿤) - 43회 출연
- 대국남아(멤버/본명 - 가람/박현철), 김영철- 44회 출연
- 박광현- 48회 출연
- 소녀시대(멤버/본명 - 써니/이순규), 포미닛(멤버 - 김현아), 김태우 - 51, 52회 출연
- 이계인, 천명훈, 고주원(본명 : 고영철) - 51회 출연
- 시크릿(멤버 - 송지은), 카라(멤버 - 강지영), F(x)(멤버/본명 - 설리/최진리, 크리스탈/정수정, 루나/박선영) - 52회 출연
- 씨스타(멤버/본명 - 보라/윤보라) - 53,54회 출연
- 샤이니(멤버/본명 - 태민/이태민) - 55회 출연

### 해설자(내레이션)
- 1대 : 써니 (2009년 10월 23일 ~ 2010년 6월 11일)
- 2대 : 회차별로 임의로 선정했으나 후반에는 故 구하라가 가장 많이 나레이션을 했다 (2010년 6월 18일 ~ 2010년 12월 24일)

### 별칭
- 왕구 아저씨(이왕구) : 유치리 마을 주민. 전 이장. 로드 리의 친구
- 로드 리(이기욱) : 유치리 마을 주민. 전 부이장.
- 부촌장(이계인)
- 수의사(김영범) : 청춘불패 팀이 기르는 가축들의 검진이 필요할 때 방문
- 왕유치 : 청춘불패 팀이 기르는 수컷개의 이름
- 푸름이 : 청춘불패 팀이 기르는 암소의 이름
- 청춘이와 불패 : 청춘불패 팀이 기르는 닭. 청춘이는 수탉, 불패는 암탉.
- 그 외 청춘이의 또 다른 암탉 9마리가 있으나 이름은 없음.
- 토끼들은 효민이가 작달 캐릭터로 할 때 이름을 지었으나 시청자들에게 분양됨.
- 왕찬란 : 왕유치의 7마리 자녀중 암컷 강아지 한마리의 이름

## 시청률

### 2009년 시청률
- AGB 닐슨 미디어리서치

| 회차 | 방송 일자        | 전국 시청률 |
| ---- | ---------------- | ----------- |
| 1    | 2009년 10월 23일 | 9.8%        |
| 2    | 2009년 10월 30일 | 7.4%        |
| 3    | 2009년 11월 6일  | 7.0%        |
| 4    | 2009년 11월 13일 | 8.5%        |
| 5    | 2009년 11월 20일 | 8.1%        |
| 6    | 2009년 11월 27일 | 10.8%       |
| 7    | 2009년 12월 4일  | 8.6%        |
| 8    | 2009년 12월 11일 | 10.2%       |
| 9    | 2009년 12월 18일 | 8.8%        |
| 10   | 2009년 12월 25일 | 10.1%       |

### 2010년 시청률
- AGB 닐슨 미디어리서치

| 회차 | 방송 일자        | 전국 시청률 |
| ---- | ---------------- | ----------- |
| 11   | 2010년 1월 1일   | 11.1%       |
| 12   | 2010년 1월 8일   | 8.9%        |
| 13   | 2010년 1월 15일  | 10.3%       |
| 14   | 2010년 1월 22일  | 11.2%       |
| 15   | 2010년 1월 29일  | 9.6%        |
| 16   | 2010년 2월 5일   | 9.6%        |
| 17   | 2010년 2월 12일  | 10.5%       |
| 18   | 2010년 2월 19일  | 14.0%       |
| 19   | 2010년 2월 26일  | 11.9%       |
| 20   | 2010년 3월 5일   | 9.0%        |
| 21   | 2010년 3월 12일  | 8.7%        |
| 22   | 2010년 3월 19일  | 9.5%        |
| 23   | 2010년 3월 26일  | 9.5%        |
| 24   | 2010년 4월 9일   | 8.7%        |
| 25   | 2010년 4월 23일  | 8.9%        |
| 26   | 2010년 4월 30일  | 9.1%        |
| 27   | 2010년 5월 7일   | 9.2%        |
| 28   | 2010년 5월 14일  | 7.5%        |
| 29   | 2010년 5월 21일  | 9.3%        |
| 30   | 2010년 5월 28일  | 7.9%        |
| 31   | 2010년 6월 4일   | 8.3%        |
| 32   | 2010년 6월 11일  | 7.1%        |
| 33   | 2010년 6월 18일  | 9.1%        |
| 34   | 2010년 6월 25일  | 9.0%        |
| 35   | 2010년 7월 2일   | 8.1%        |
| 36   | 2010년 7월 9일   | 7.6%        |
| 37   | 2010년 7월 16일  | 8.0%        |
| 38   | 2010년 7월 23일  | 8.3%        |
| 39   | 2010년 7월 30일  | 8.9%        |
| 40   | 2010년 8월 6일   | 8.1%        |
| 41   | 2010년 8월 13일  | 8.1%        |
| 42   | 2010년 8월 20일  | 8.3%        |
| 43   | 2010년 8월 27일  | 7.4%        |
| 44   | 2010년 9월 10일  | 6.5%        |
| 45   | 2010년 9월 17일  | 5.2%        |
| 46   | 2010년 9월 24일  | 6.1%        |
| 47   | 2010년 10월 1일  | 5.4%        |
| 48   | 2010년 10월 8일  | 5.3%        |
| 49   | 2010년 10월 15일 | 6.5%        |
| 50   | 2010년 10월 22일 | 6.0%        |
| 51   | 2010년 10월 29일 | 6.4%        |
| 52   | 2010년 11월 5일  | 7.0%        |
| 53   | 2010년 11월 19일 | 6.4%        |
| 54   | 2010년 11월 26일 | 6.1%        |
| 55   | 2010년 12월 3일  | 6.8%        |
| 56   | 2010년 12월 10일 | 5.6%        |
| 57   | 2010년 12월 17일 | 6.3%        |
| 58   | 2010년 12월 24일 | 6.2%        |

## 같이 보기
- 일요일이 좋다 코너 영웅호걸 (SBS)
- 스쿨 버라이어티 백점만점
- 청춘불패 2 (이상 KBS 2TV.)

## 타 프로그램 출연
- 《2009 KBS 연예대상》 오프닝 무대 (2009년 12월 26일 G7, 김신영, 김태우)
- 《상상더하기》 (2010년 1월 19일, 나르샤, 효민, 한선화, 구하라, 김현아, 김신영, 김태우)
- 《2010 KBS 연예대상》 (2010년 12월 25일 구하라, 소리)

## 수상 경력
- 2009년
  - KBS 연예대상 쇼 · 오락 MC 여자부문 신인상 : 김신영
- 2010년
  - 농림수산식품부장관 감사패
  - 한국농어촌공사 사장 표창
  - 홍천 찰옥수수왕 선발대회 특별상
  - KBS 연예대상 쇼/오락프로그램 여자 우수상 : 구하라

## 참조
1. ↑  채널 V 타이완 청춘불패 누리집[깨진 링크(과거 내용 찾기)]
2. ↑  4회는 스테레오로 제작 · 방송하였다.